# Sérgio Cardoso
Sérgio Fonseca de Mattos Cardoso más conocido como Sérgio Cardoso (Belém, 15 de marzo de 1925 — Río de Janeiro, 18 de agosto de 1972), fue un actor brasileño.

## Biografía
Se formó en Derecho en Río de Janeiro y quería formar parte del Ministerio de Relaciones Exteriores, es decir, quería ser diplomático. Sin embargo, su vocación por el teatro surge al conocer el Teatro Universitario de Río de Janeiro donde se estrena haciendo el papel de Hamlet en la obra homónima de Shakespeare en 1948. En ese papel tuvo un éxito muy grande, lo que lo animó a continuar su carrera de actor. Ya en el Teatro Brasileño de Comedia de São Paulo realizó obras más importantes como: La ópera de los tres centavos, Seis personajes en busca de un autor o A falecida.
En 1949, fundó su propia compañía teatral, el Teatro dos Doze, junto con la actriz Nydia Lícia con quien se casó y tuvo una hija: Silvia. En 1954 creó con su mujer la compañía Nydia Licia-Sergio Cardoso.
Ya en la TV Tupi, Sérgio Cardoso realizó varias telenovelas de éxito como: O sorriso de Helena o Antônio Maria (escrita por Geraldo Vietri). En 1968 actuó en O santo mestiço, telenovela sobre la vida de San Martín de Porres y en la película A madona de cedro, en el papel del sacristán Pedro.
A partir de 1969 participó en diversas novelas de TV Globo como Pigmalião 70 o A próxima atração. O primeiro amor fue su último trabajo ya que falleció debido a un ataque cardiaco a solo 28 capítulos para el fin de la telenovela y su personaje tuvo que ser interpretado por Leonardo Villar.
Más de veinte mil personas acompañaron el entierro del actor en São Paulo. En el local donde fundó la compañía de teatro, en el barrio de Bela Vista, se encuentra hoy el Teatro Sérgio Cardoso.